# The Bourne Identity (soundtrack)
The Bourne Identity is de originele soundtrack van de film The Bourne Identity uit 2002. Het album werd op 11 juni 2002 uitgebracht door Varèse Sarabande.
De muziek is gecomponeerd en geproduceerd door John Powell en uitgevoerd door het Hollywood Studio Symphony onder leiding van Pete Anthony. Ook werd er veelvuldig slaginstrumenten, gitaren en elektronische muziek toegevoegd aan de muziek. De opnames vonden plaats in de Newman Scoring Stage en Paramount Scoring Stage, beide in Los Angeles. In de aftiteling van de film werd het nummer "Extreme Way" van Moby ten gehore gebracht, die overigens niet in de track-list van het album is meegenomen.

## Nummers
1. Main Titles (4:20)
2. Bourne Gets Well (1:21)
3. Treadstone Assasins (2:12)
4. At The Bank (4:07)
5. Bourne On Land (1:42)
6. Escape From Embassy (3:13)
7. The Drive To Paris (1:31)
8. The Apartment (3:27)
9. At The Hairdressers (1:31)
10. Hotel Regina (2:12)
11. The Investigation (1:41)
12. Taxi Ride (3:44)
13. At The Farmhouse (2:55)
14. Jason Phones It In (3:05)
15. On Bridge Number 9 (3:45)
16. Jason's Theme (2;21)
17. Mood Build (3:37)
18. The Bourne Identity (5:59)
19. Drum And Bass Remix (2:16)